# Congressional Gold Medal

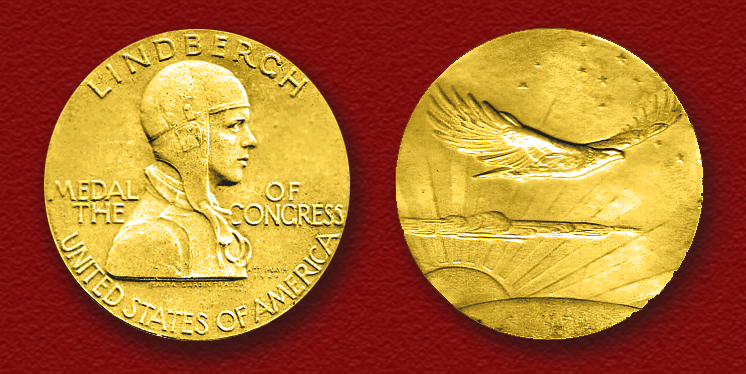

Die Congressional Gold Medal (deutsch Goldmedaille des Kongresses) ist neben der gleichrangigen Presidential Medal of Freedom eine der beiden höchsten zivilen Auszeichnungen der Vereinigten Staaten. Die Congressional Gold Medal ist nicht mit der ebenfalls im Namen des Kongresses verliehenen Medal of Honor zu verwechseln, der höchsten Auszeichnung der amerikanischen Streitkräfte für herausragende Tapferkeit im Kampfeinsatz.
Sie wird gemeinsam in einem Gesetzgebungsverfahren von beiden Häusern des Kongresses der Vereinigten Staaten, dem Senat und dem Repräsentantenhaus, verliehen. Das Gesetz muss vom Präsidenten der Vereinigten Staaten unterzeichnet werden. Grundsätzlich wird die Congressional Gold Medal dem Anlass der Verleihung entsprechend von der United States Mint individuell entworfen. Es wird nur eine Goldmedaille geprägt, bei mehreren Empfängern einer ausgezeichneten Gruppe von Personen die entsprechende Anzahl Goldmedaillen.
Erster Träger der Ehrenmedaille war George Washington, dem sie am 25. März 1776 vom Zweiten Kontinentalkongress verliehen wurde. Während der ersten Jahrzehnte wurden in erster Linie militärische Führer für ihre Erfolge ausgezeichnet. Nach der Einführung der Medal of Honor als höchster militärischer Auszeichnung im Jahr 1861 wurde die Congressional Gold Medal meist an Zivilisten für herausragende Leistungen in Wissenschaft und Forschung, Medizin, humanitäres Engagement, Kunst und Unterhaltung verliehen. Einige wenige Medaillen wurden für Lebensrettungen unter eigener Lebensgefahr verliehen. Ausgezeichnet wurden auch militärische Einheiten und andere Gruppen von Personen, Bürger anderer Staaten und das American Red Cross.
Für die meisten Congressional Gold Medals sieht das Gesetz die Prägung zusätzlicher Medaillen aus Bronze vor, deren Aussehen dem Original entspricht und die für den Sammlermarkt bestimmt sind. Anders als die Medal of Honor, die wie alle militärischen Auszeichnungen der Vereinigten Staaten besonderen gesetzlichen Schutz genießt und nicht verkauft werden darf, geht die Congressional Gold Medal in das Eigentum des Empfängers über. So tauchen gelegentlich Exemplare auf dem Sammlermarkt auf.